# Duets II
Duets II es el décimo cuarto álbum de estudio del cantante estadounidense Tony Bennett, lanzado el 20 de septiembre de 2011. Fue la secuela de su anterior álbum de duetos, Duets: An American Classic (2006).

## Lista de canciones
| Duets II |                                     |                                                       |                  |          |  |
| N.º      | Título                              | Escritor(es)                                          | A dúo con        | Duración |  |
| 1.       | «The Lady Is A Tramp»               | Richard Rodgers, Lorenz Hart                          | Lady Gaga        | 3:18     |  |
| 2.       | «One for My Baby»                   | Harold Arlen, Johnny Mercer                           | John Mayer       | 2:56     |  |
| 3.       | «Body & Soul»                       | Edward Heyman, Robert Sour, Frank Eyton, Johnny Green | Amy Winehouse    | 3:20     |  |
| 4.       | «Don't Get Around Much Anymore»     | Duke Ellington, Bob Russell                           | Michael Bublé    | 2:40     |  |
| 5.       | «Blue Velvet»                       | Bernie Wayne, Lee Morris                              | k.d. lang        | 4:32     |  |
| 6.       | «How Do You Keep the Music Playing» | Alan Bergman, Marilyn Bergman, Michel Legrand         | Aretha Franklin  | 5:26     |  |
| 7.       | «The Girl I Love»                   | George Gershwin, Ira Gershwin                         | Sheryl Crow      | 3:50     |  |
| 8.       | «Sunny Side of the Street»          | Jimmy McHugh, Dorothy Fields                          | Willie Nelson    | 2:55     |  |
| 9.       | «Who Can I Turn To»                 | Leslie Bricusse, Anthony Newley                       | Queen Latifah    | 3:51     |  |
| 10.      | «Speak Low»                         | Kurt Weill, Ogden Nash                                | Norah Jones      | 3:54     |  |
| 11.      | «This Is All I Ask»                 | Gordon Jenkins                                        | Josh Groban      | 4:33     |  |
| 12.      | «Watch What Happens»                | Norman Gimbel, Legrand                                | Natalie Cole     | 2:08     |  |
| 13.      | «Stranger in Paradise»              | Robert Wright, George Forrest, Alexander Borodin      | Andrea Bocelli   | 5:00     |  |
| 14.      | «The Way You Look Tonight»          | Jerome Kern, Fields                                   | Faith Hill       | 3:53     |  |
| 15.      | «Yesterday I Heard the Rain»        | Canache Armando Manzanero, Gene Lees                  | Alejandro Sanz   | 3:41     |  |
| 16.      | «It Had to Be You»                  | Isham Jones, Gus Kahn                                 | Carrie Underwood | 3:48     |  |
| 17.      | «When Do the Bells Ring for Me»     | Charles DeForest                                      | Mariah Carey     | 2:52     |  |